# Dől a moné
A Dől a moné (eredeti cím: Gambit) 2012-es amerikai–brit film Michael Hoffman rendezésében. A főszerepet Colin Firth, Cameron Diaz, Alan Rickman és Stanley Tucci alakítja. A film az 1966-os azonos című, Shirley MacLaine és Michael Caine főszereplésével készült film remake-je. Ezt a változatot Joel és Ethan Coen írta.
A filmet 2012. november 21-én mutatták be az Egyesült Királyságban; az Egyesült Államokban nem került a mozikba, miközben eredetileg 2012. október 12-ére tervezték, és 2014. április 25-én egyenesen DVD-n (straight-to-DVD) adták ki.

## Rövid történet
Egy művészeti kurátor úgy dönt, hogy bosszút áll bántalmazó főnökén azzal, hogy ráveszi őt egy hamis Monet-kép megvásárlására, de tervéhez egy különc és kiszámíthatatlan texasi rodeókirálynő segítségére van szüksége.

## Szereposztás
| Szerep                | Színész         | Magyar hangja (1. szinkron, 2013) |
| --------------------- | --------------- | --------------------------------- |
| Harry Deane           | Colin Firth     | Csankó Zoltán                     |
| PJ Puznowski          | Cameron Diaz    | Für Anikó                         |
| Lord Lionel Shabandar | Alan Rickman    | Helyey László                     |
| Őrnagy                | Tom Courtenay   | Fülöp Zsigmond                    |
| Martin Zaidenweber    | Stanley Tucci   | Háda János                        |
| Merle nagymama        | Cloris Leachman | Illyés Mari                       |
| Takagawa              | Togo Igawa      | N/A                               |